# Jackie Loomans
Jackie Loomans (Lommel, 1 februari 1952 – aldaar, 6 januari 2024) was een Belgisch ondernemer uit Lommel.
Loomans richtte het bedrijf Loomans Plastics op dat kunststofonderdelen produceerde voor voedings- en cosmeticaverpakkingen. Het bedrijf had in 2017 een omzet van 43 miljoen euro. Loomans Plastics werd in 2019 voor 75 miljoen euro verkocht aan de Ierse groep IPL Plastics.
Naast zijn zakelijke prestaties was Loomans ook bekend in de rallysport, vooral in de regio Limburg. Hij was een fervent rallyrijder en nam deel aan 26 Dakar-rally's. Loomans was een mentor en inspiratiebron voor vele co-piloten, waaronder Koen Wauters, Gella Vandecaveye, Joël Smets en Freddy Loix. Hij is op 71-jarige leeftijd overleden aan de gevolgen van kanker.